# Leonardo Colombati
Leonardo Colombati (Roma, 21 aprile 1970) è uno scrittore e poeta italiano.

## Biografia
Il suo primo romanzo, Perceber, pubblicato nel 2005 dall'editore Sironi per volontà dello scrittore ed editor Giulio Mozzi, diventa un caso editoriale e finisce per dividere la critica: per alcuni “la differenza tra i 1.200-1.500 romanzi che ogni anno calano sulla scrivania di un giornalista culturale e il romanzo che vale la fatica di leggere, si chiama Perceber” (Luigi Mascheroni, Il Giornale), “un libro di straordinaria complessità linguistica e strutturale” (Felice Piemontese, Il Mattino), una “storia di cui non ricordo l'eguale in lingua italiana per ardimento combinatorio e fervore inventivo” (Corrado Augias, Il Venerdì di Repubblica); per altri, invece, “questo non è un romanzo: è soltanto un contenitore zeppo di velleità e vanità pseudoculturali” (Giorgio De Rienzo, Corriere della Sera).
Nel 2007 pubblica per Rizzoli il romanzo Rio. Sulle pagine del Magazine del Corriere della Sera, Antonio D'Orrico, dopo avere letto il libro, propone un brindisi a “Leonardo Colombati, Alessandro Piperno e Roberto Saviano: i tre salvatori della letteratura italiana”, provocando diverse polemiche.
Sempre nel 2007 cura per Sironi il volume Bruce Springsteen: Come un killer sotto il sole, un'antologia dei testi di Bruce Springsteen con prefazione di Ennio Morricone.
Nel 2009 esce per Arnoldo Mondadori Editore il suo terzo romanzo, Il re, in cui vengono raccontati gli ultimi giorni di Gianni Agnelli.
Nel 2011 cura per Mondadori i due volumi di La canzone italiana 1861-2011. Storie e testi, una antologia critica della canzone popolare, leggera e d'autore italiana.
Dal 2004 è redattore della rivista letteraria Nuovi Argomenti, dapprima sotto la direzione di Enzo Siciliano, poi di Dacia Maraini. Dal 2005 al 2007 scrive per le pagine culturali de Il Giornale. Suoi articoli e racconti sono stati pubblicati dal Corriere della Sera. Dal 2007 collabora con Vanity Fair.
Dal 1999 è sposato con Gaia Battaglioli e ha due figli, Margherita (2001) e Matteo (2003).

## Opere

### Romanzi
- Perceber. Romanzo eroicomico, Milano, Sironi, 2005. ISBN 88-518-0049-9. ; Fandango, 2010.
- Rio, Milano, Rizzoli, 2007. ISBN 978-88-17-01512-7.
- Il re, Milano, Mondadori, 2009. ISBN 978-88-04-59072-9. ; Oscar Mondadori, 2011. ISBN 978-88-04-60598-0.
- 1960, Milano, Mondadori, 2014. ISBN 978-88-04-61617-7.
- Estate, Milano, Mondadori, 2018 ISBN 978-88-04-61885-0.
- Sinceramente non tuo, Mondadori, 2022 ISBN 978-88-04-74641-6

### Poesie
- Trentacinque poesie, Ragusa, Libroitaliano, 2000.

### Curatele
- Bruce Springsteen. Come un killer sotto il sole. Il grande romanzo americano (1972-2007), Milano, Sironi, 2007. ISBN 978-88-518-0091-8; 2009. ISBN 978-88-518-0117-5; 2011. ISBN 978-88-518-0140-3.
- La canzone italiana 1861-2011. Storie e testi, Milano, Mondadori, 2011. ISBN 978-88-04-61013-7.

## Riconoscimenti
Nel 2018 ha vinto il Premio Nazionale Letterario Pisa di Narrativa.